# Nigella degenii
Nigella degenii är en ranunkelväxtart. Nigella degenii ingår i släktet nigellor, och familjen ranunkelväxter.

## Underarter
Arten delas in i följande underarter:
- N. d. barbro
- N. d. degenii
- N. d. jenny
- N. d. minor